# Joss McWilliam
Joss McWilliam (* 1959 in Canberra, Australien) ist ein australischer Schauspieler.
Joss McWilliam ist seit etwa Mitte der 1980er Jahre als Schauspieler tätig. Bekanntheit erlangte er vor allem durch die Fernsehserien Die fliegenden Ärzte und Water Rats – Die Hafencops, sowie H2O – Plötzlich Meerjungfrau.

## Filmografie
- 1984: Der große Preis (The Coolangatta Gold)
- 1985: Ein Toter weiß zu viel (The Empty Beach)
- 1989: Die fliegenden Ärzte (The Flying Doctors) (Fernsehserie, Episodenrolle)
- 1992–1993: The Adventures of Skippy (Fernsehserie)
- 1993: Time Trax – Zurück in die Zukunft (Time Trax) (Fernsehserie, Episodenrolle)
- 2001: Water Rats – Die Hafencops (Water Rats) (Fernsehserie)
- 2006: H2O – Plötzlich Meerjungfrau (H2O: Just Add Water)
- 2008: The Strip (Fernsehserie, Episodenrolle)
- 2009: Couch Time
- 2010: The Sand Box Kids